# Los cuatro robinsones
Los cuatro robinsones és una pel·lícula espanyola dirigida per Eduardo García Maroto el 1939. Està basada en l'obra dramàtica de 1917 escrita per Pedro Muñoz Seca en col·laboració amb Enrique García Álvarez.

## Repartiment
| - Luis Bellido Falcón - Francisco Blanco - José Calle - Leonor Fábregas - Pepe Gallego | - Manuel González - Emilio Gutiérrez - María Lacalle - Fernando Rey - Olvido Rodríguez | - Alberto Romea - Mary Santpere - Blanca Suárez - Cándida Suárez - Antonio Vico |

## Argument
Quatre amics menteixen a les seves esposes dient-los que embarquen amb rumb a les illes Columbretes, quan en realitat van a un cortijo andalús de gresca.
La casualitat fa que el vaixell en què suposadament viatjaven tingui un accident i s'enfonsi. Llavors hauran de simular un fals naufragi amb l'ajuda del secretari d'un d'ells.
Però el secretari no donarà compte d'això, i quedaran com a autèntics nàufrags.

## Altres dades
Aquesta comèdia de Pedro Muñoz Seca ja havia estat portada amb anterioritat a la pantalla gran el 1926 per Reinhardt Blothner en versió muda.
L'actriu Mary Santpere va ser informada a la meitat del rodatge de la defunció del seu pare, Josep Santpere i Pey.
La pel·lícula es va estrenar el 4 de desembre de 1939 al Cine Cataluña de Barcelona.